# 重力インスタントン
重力インスタントン（じゅうりょく - ）とは、以下の3つの性質を持つ4次元リーマン多様体のことである。
1. リッチ平坦
2. 自己双対（self-dual）なリーマン曲率テンソルをもつ
3. 無限遠で局所的に平坦（asymptotically locally flat）である

（しかし実は、2. ならば 1. が言える。）
あるいは、もっと広い意味で、3. を満たしリッチ曲率が計量に比例している（いわゆる宇宙定数がある）ものを言う。
ヤン・ミルズ理論のインスタントンとの類似から、そう呼ばれる。ALE（Asymptotically Locally Euclidean）空間とも呼ばれる。

## 性質
（4次元）重力インスタントンは次の3つの言い方ができる。
1. リーマンの曲率テンソルが自己双対
2. リッチ平坦かつケーラー多様体（= カラビ・ヤウ多様体）
3. 超ケーラー多様体

高次元にいくと、これら3つはすべて異なる条件になる。

## 例
重力インスタントンは3次元球面の左不変な1-形式をσi (i = 1, 2, 3) を用いて書くのが便利であり、それらはオイラー角を用いて、
{\displaystyle {\begin{aligned}\sigma _{1}&=\sin \psi d\theta -\cos \psi \sin \theta d\phi ,\\\sigma _{2}&=\cos \psi d\theta +\sin \psi \sin \theta d\phi ,\\\sigma _{3}&=d\psi +\cos \theta d\phi \end{aligned}}}
のように表される。

### ユークリッド化されたターブ・ナット（Euclidean Taub-NUT）計量
ユークリッド化されたターブ・ナット計量は
{\displaystyle ds^{2}={\frac {1}{4}}{\frac {r+n}{r-n}}dr^{2}+{\frac {r-n}{r+n}}n^{2}\sigma _{3}^{2}+{\frac {1}{4}}(r^{2}-n^{2})(\sigma _{1}^{2}+\sigma _{2}^{2})}
によって与えられる。

### 江口・ハンソン（Eguchi-Hanson）計量
江口・ハンソン計量は
{\displaystyle ds^{2}=\left(1-{\frac {a}{r^{4}}}\right)^{-1}dr^{2}+{\frac {r^{2}}{4}}\left(1-{\frac {a}{r^{4}}}\right)\sigma _{3}^{2}+{\frac {r^{2}}{4}}(\sigma _{1}^{2}+\sigma _{2}^{2})}
のように表現される。ここで、座標の範囲は r ≥ a1/4 である。
この計量がいたるところ滑らか、つまりregularな計量であるためには、r → a1/4, θ= 0, π のところで錐特異点（conical singularity）がないことである。この条件はパラメーター a がゼロかそうでないかで場合分けされ、
- a = 0 のとき座標 ψ の周期が 4π
- a ≠ 0 のときは座標 ψ の周期が 2π

とならなければならない。
別の座標系を用いて、
{\displaystyle ds^{2}={\frac {1}{V(\mathbf {x} )}}(d\psi +{\boldsymbol {\omega }}\cdot d\mathbf {x} )^{2}+V(\mathbf {x} )d\mathbf {x} \cdot d\mathbf {x} }
と表現されることもある。ここで、
{\displaystyle \nabla V=\pm \nabla \times {\boldsymbol {\omega }},\quad V=\sum _{i=1}^{2}{\frac {1}{|\mathbf {x} -\mathbf {x} _{i}|}}}
である。

### ギボンズ・ホーキング（Gibbons-Hawking）計量
ギボンズ・ホーキング計量は
{\displaystyle ds^{2}={\frac {1}{V(\mathbf {x} )}}(d\tau +{\boldsymbol {\omega }}\cdot d\mathbf {x} )^{2}+V(\mathbf {x} )d\mathbf {x} \cdot d\mathbf {x} ,}
と定義され、ここに、
{\displaystyle \nabla V=\pm \nabla \times {\boldsymbol {\omega }},\quad V=\varepsilon +2M\sum _{i=1}^{k}{\frac {1}{|\mathbf {x} -\mathbf {x} _{i}|}}.}
である。{\displaystyle \epsilon =1} は、多重ターブ・ナッツ計量に対応し、{\displaystyle \epsilon =0} で {\displaystyle k=1} では平坦空間であり、{\displaystyle \epsilon =0} で {\displaystyle k=2} では、（異なる座標で）江口・ハンソン解である。